# A'ischa (Dichterin)
ʿĀ'ischa bint Ahmad al-Qurtubiyya (arabisch عائشة بنت أحمد القرطبية, DMG ʿĀʾiša bt. Aḥmad al-Qurṭubiyya, kurz Aischa (arabisch عائشة ʿĀ'ischa, DMG ʿĀʾiša), Aisha, Aysha, Ayisha, ‘A’ishah, Ayesha; * in Córdoba; † 1009 oder 1010 ebenda), war eine Dichterin des 10. Jahrhunderts im Kalifat von Córdoba. Die meisten ihrer Werke verfasste sie in arabischer Sprache.

## Leben
Man nimmt an, dass ʿĀ'ischa in Córdoba geboren wurde. Sie gilt sowohl als eine berühmte Dichterin als auch als Kalligraphin aus al-Andalus. Über ihr Leben und ihren sonstigen Hintergrund ist wenig bekannt, obwohl klar scheint, dass sie die Schwester von Muḥammad ibn Aḥmad ibn Qādim († 990) war. An anderer Stelle wird behauptet, dass sie eine Prinzessin von Córdoba war, dass der volle Name ihres Vaters Aḥmad ibn Muḥammad ibn Qādim ibn Ziyād war oder, dass sie eine Nichte des Arztes und Poeten Abū ʿAbdallāh ibn Qādim at-Tabīb war. Offenbar war sie ihr Leben lang unverheiratet. Sie starb am Beginn der Fitna in al-Andalus genannten Periode 1009. Ibn Hayyān († 1076), zitiert in Ibn Baschkuwāls († 1183) Ṣila, lobt neben anderen Qualitäten ʿĀ'ischas Intelligenz, ihr Wissen zu Literatur und Poesie, sowie ihre Eloquenz. Ihre Kalligraphie war sehr schön und sie kopierte mit eigener Hand den Koran (maṣāḥif) und säkulare Werke (dafātir). Sie zeigte Interesse an den Wissenschaften (ʿilm) und sie sammelte eine große und ansehnliche Bibliothek.

## Werk
ʿĀ'ischas poetische Werke sind in Sammlungen über mittelalterliche maurische Dichterinnen enthalten. Sie zeigen „überraschende Vitalität, Frische und aggressive Kühnheit“. Ihre Dichtungen sollen von Beifall begleitet in der Akademie des Kalifen von Cordoba vorgetragen worden sein. Eines ihrer berühmtesten Werke ist ein Gedicht, in dem sie den Heiratsantrag eines männlichen Dichterkollegen ablehnt. Ein ins Englische übersetztes Beispiel für ʿĀ'ischas Dichtung ist:

“I am a lioness

and will never allow my body

to be anyone’s resting place. But if I did,

I wouldn’t yield to a dog ─

and O! the lions I’ve turned away!”

Ihre Werke umfassten auch an zeitgenössische Machthaber gerichtete Panegyrik. Ein überliefertes Beispiel ist eine Panegyrik für Abd al-Malik al-Muzaffar (regierte 1002–1008).

## Nachleben
Aisha wurde 2002 in eine Liste von namhaften Musliminnen und Muslimen in einer Sonderausgabe der Saudi Aramco World aufgenommen.
Judy Chicago widmete ihr eine Inschrift auf den dreieckigen Bodenfliesen des Heritage Floor ihrer Installation The Dinner Party. Die mit dem Namen Aisha beschrifteten Porzellanfliesen sind dem Platz mit dem Gedeck für Hrotsvit zugeordnet.